# Puchar Świata w Rugby 7 (2005) – kwalifikacje
Kwalifikacje do Pucharu Świata w Rugby 7 2005 miały na celu wyłonienie męskich reprezentacji narodowych w rugby 7, które wystąpiły w finałach tego turnieju.

## Informacje ogólne
Turniej finałowy organizowanego przez IRB Pucharu Świata odbył się w Hongkongu w dniach 18–20 marca 2005 roku i wzięły w nim udział dwadzieścia cztery drużyny. Automatyczny awans do turnieju finałowego uzyskali gospodarze oraz ćwierćfinaliści poprzedniej edycji. O pozostałe piętnaście miejsc w czternastu turniejach kwalifikacyjnych rywalizowały natomiast 82 reprezentacje. Po raz pierwszy do Pucharu Świata awansowały Tunezja i Urugwaj.

## Zakwalifikowane drużyny
|                           | Afryka              | Ameryka                       | Azja                                           | Europa                                                                | Oceania                                     |
| ------------------------- | ------------------- | ----------------------------- | ---------------------------------------------- | --------------------------------------------------------------------- | ------------------------------------------- |
| Automatyczna kwalifikacja | - Południowa Afryka | - Argentyna - Kanada          | - Hongkong                                     | - Anglia                                                              | - Australia - Fidżi - Nowa Zelandia - Samoa |
| Regionalne eliminacje     | - Kenia - Tunezja   | - Stany Zjednoczone - Urugwaj | - Chińskie Tajpej - Japonia - Korea Południowa | - Francja - Gruzja - Irlandia - Portugalia - Rosja - Szkocja - Włochy | - Tonga                                     |

## Kwalifikacje

### Afryka
W ramach afrykańskich kwalifikacji zostały zaplanowane dwa turnieje w dwóch geograficznie wydzielonych regionach, a z każdego z nich do Pucharu Świata awansował jego zwycięzca. Zawody grupy południowej odbyły się w dniach 26–27 czerwca 2004 roku w Lusace w gronie ośmiu drużyn, które w pierwszej fazie rywalizowały systemem kołowym w ramach dwóch czterozespołowych grup, po czym po dwie czołowe z każdej z nich awansowały do półfinałów. Drugi turniej przeprowadzono w Tunisie w dniach 25–26 września 2004 roku, a sześć reprezentacji rywalizowało systemem kołowym w ramach jednej grupy. Triumfowały w nich odpowiednio Kenia i Tunezja.

### Ameryka Południowa
Awans na Puchar Świata uzyskała drużyna, która po rozegraniu dwóch rankingowych turniejów, które odbyły w dniach 23–24 i 28–29 stycznia w Viña del Mar i Mar del Plata, zgromadziła najwięcej punktów, które były przyznawane za zajmowane w nich miejsca. Skupiające siedem zespołów zawody zostały przeprowadzone w ramach istniejących turniejów Viña del Mar Sevens i Mar del Plata Sevens. W obu turniejach bardzo przekonująco triumfowali Urugwajczycy.

### Ameryka Północna
Kwalifikacje w Ameryce Północnej zostały przeprowadzone 8–9 czerwca 2004 roku w ramach turnieju NAWIRA Sevens 2004. Cayman Rugby Football Union otrzymał prawa do organizacji zawodów w lutym 2004 roku, na ich arenę planując Truman Bodden Stadium znajdujący się w George Town. Ostatecznie turniej rozegrano na South Sound Pitch i wzięło w nim udział dziesięć drużyn podzielonych na dwie pięciozespołowe grupy rywalizujące systemem kołowym o awans do półfinałów. W meczach fazy play-off stawką były nie tylko medale tej imprezy, ale również jedno miejsce w finałach Pucharu Świata 2005. Amerykanie, przedturniejowi faworyci, gładko zwyciężyli w zawodach, tracąc tylko jedno podwyższone przyłożenie.

### Azja
Zawody kwalifikacyjne rozegrano w dwunasoosobowej obsadzie w ramach turnieju Sri Lanka Sevens, a trzy czołowe drużyny awansowały do Pucharu Świata. W eliminacjach nie wystąpiła reprezentacja Hongkongu mająca zagwarantowany automatyczny awans jako gospodarz tych zawodów. Drużyny rywalizowały w pierwszym dniu systemem kołowym podzielone na cztery trzyzespołowe grupy, po czym w drugim dniu osiem najlepszych awansowało do ćwierćfinałów, a pozostała czwórka zmierzyła się w walce o Bowl. Cztery najwyżej rozstawione zespoły – Korea, Chińskie Tajpej, Tajlandia i Japonia – zwyciężyły w swoich grupach eliminacyjnych, a następnie w ćwierćfinałach. Spośród nich do turnieju finałowego Pucharu Świata nie awansowała jedynie Tajlandia, która zajęła czwartą lokatę po porażce z Koreą, w finale Japonia pokonała zaś Chińskie Tajpej.

### Europa
IRB zleciła organizację kwalifikacji FIRA-AER. Początkowo planowano rozegranie ośmiu turniejów eliminacyjnych, w styczniu 2004 roku potwierdzono jednak sześć zawodów, których obsada ulegała następnie zmianom. Każdy z zespołów miał uczestniczyć w dwóch turniejach eliminacyjnych, za zajęte w nich miejsca otrzymując punkty do klasyfikacji generalnej. Szesnaście najwyżej sklasyfikowanych zespołów otrzymało prawo do udziału w turnieju finałowym ME, z którego awans do Pucharu Świata uzyskała czołowa siódemka.
Walka o tytuł mistrza Europy i miejsca w Pucharze Świata rozstrzygnęła się 16–17 lipca 2004 roku na Poliesportiu Prínceps d'Espanya w Palma de Mallorca. Szesnaście reprezentacji rywalizowało w pierwszym dniu systemem kołowym w ramach czterech czterozespołowych grup. Czołowe dwójki z każdej grup awansowały do ćwierćfinałów, a kwalifikacji na Puchar Świata nie uzyskała jedynie najsłabsza spośród nich Hiszpania, która w meczu o siódme, premiowane awansem miejsce przegrała z Rosją. Wyżej od nich uplasowały się odpowiednio Portugalia, Włochy, Irlandia, Szkocja, Francja i Gruzja.

### Oceania
Kwalifikacja w Oceanii została przeprowadzona w ramach turnieju New Zealand Sevens 2004 wchodzącego w skład sezonu 2003/2004 IRB Sevens World Series. O jedno miejsce niebezpośrednio walczyły cztery zespoły z Oceanii, które nie miały dotychczas zagwarantowanego awansu. Najwyżej w zawodach zaszła reprezentacja Tonga uzyskując tym samym awans do turnieju finałowego Pucharu Świata.